# Cânones eusebianos

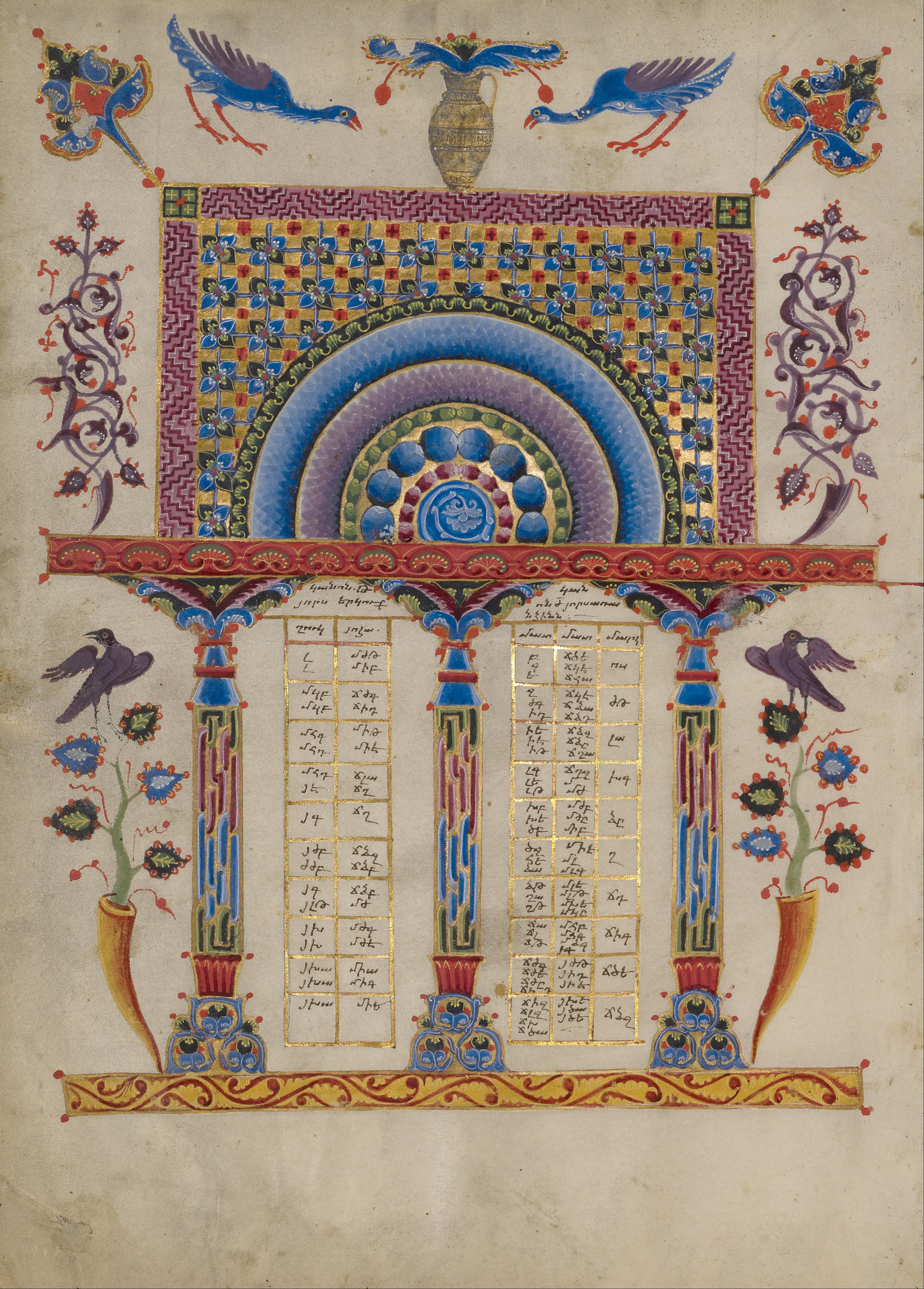
Iluminura de uma tabela canônica de um manuscrito armênio atribuído a Toros Roslin
(1256–1268).

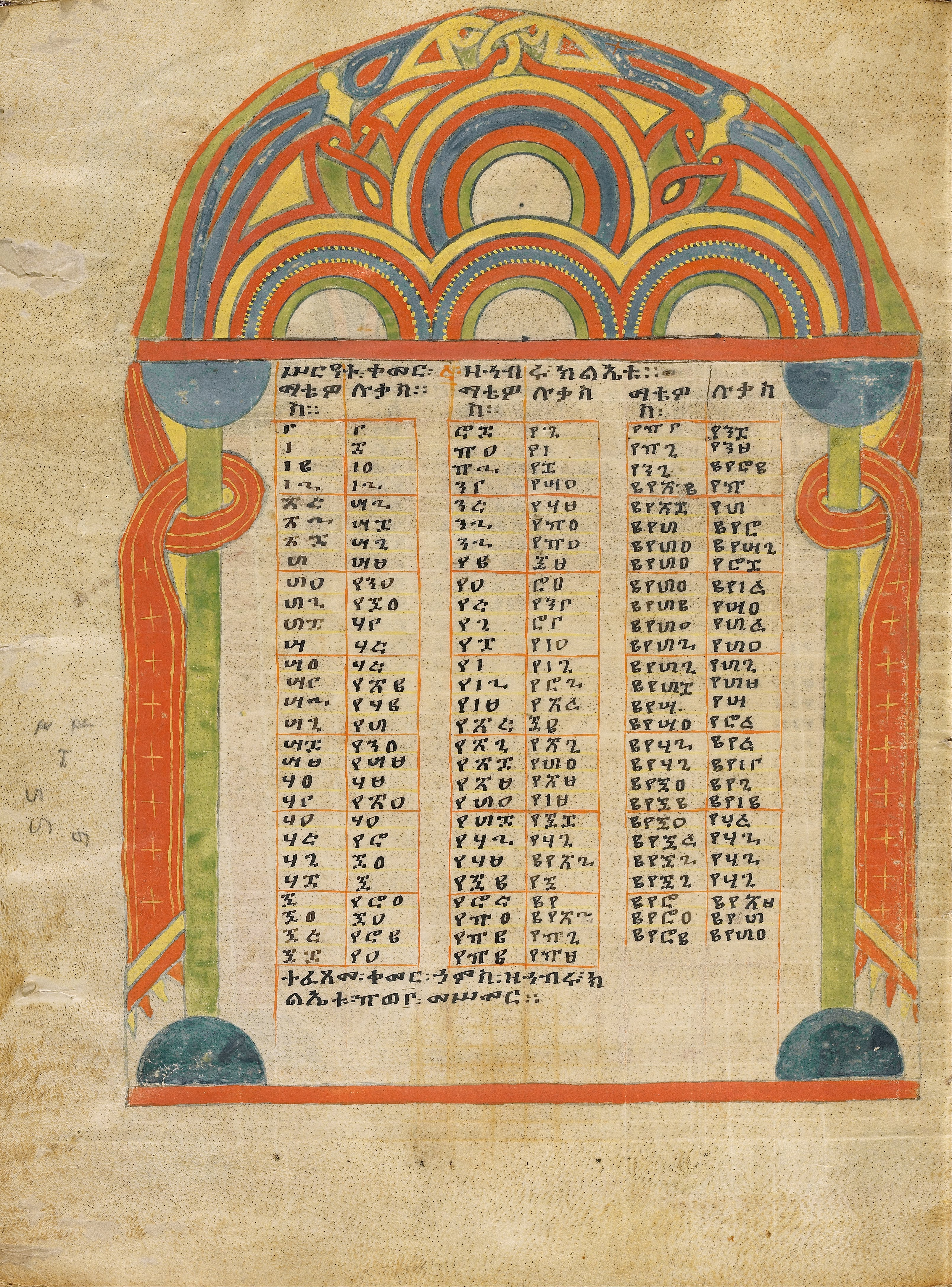
Iluminura de uma tabela canônica de um manuscrito etíope do século XVI de autoria desconhecida.

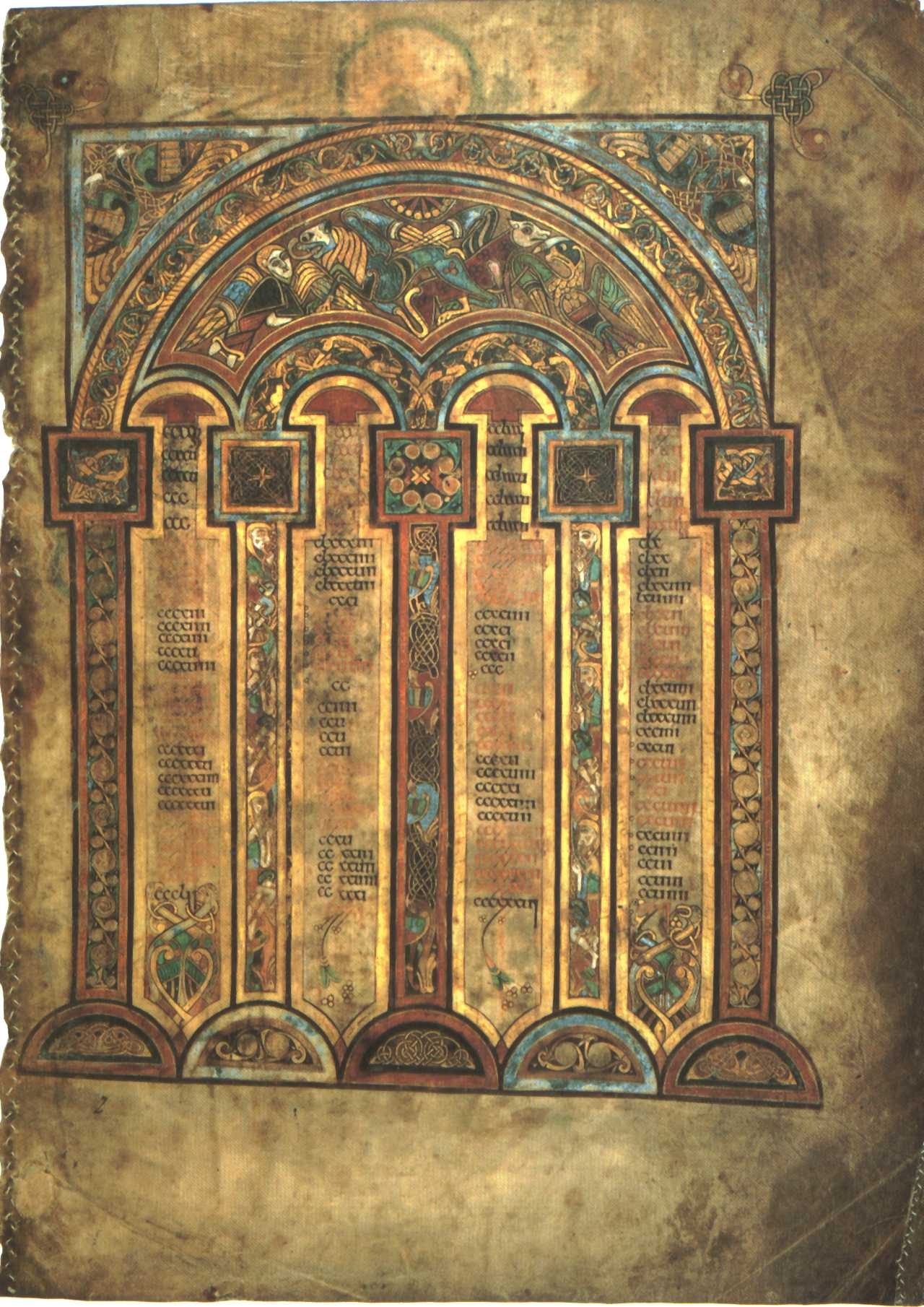
Iluminura de uma tabela canônica no Livro de Kells (séc. IX).

Cânones eusebianos ou seções eusebianas, conhecidos também como seções amonianas, são um sistema de divisão dos quatro evangelhos utilizado entre a Antiguidade Tardia e a Idade Média. A divisão em capítulos e versículos utilizada em textos modernos datam do século XIII e XVI respectivamente. As seções eram indicadas na margem de quase todos os manuscritos gregos e latinos da Bíblia e eram geralmente sumarizadas em tabelas canônicas no começo dos evangelhos. Havia cerca de 1 165 seções, 355 em Mateus, 235 em Marcos, 343 em Lucas e 232 em João, mas os números variam ligeiramente de manuscrito para manuscrito.

## Autoria
Até o século XIX era praticamente unânime a crença de que estas divisões teriam sido criadas por Amônio de Alexandria no começo do século III (c. 220) em relação a uma harmonia evangélica composta por ele e hoje perdida. Tradicionalmente se acreditava que ele havia dividido os quatro evangelhos em seções numeradas menores, similares em conteúdo nos pontos nos quais havia paralelos entre as narrativas. Escolhendo o evangelho de Mateus como base de sua harmonia, Amônio teria então escrito as seções dos outros três evangelhos ou simplesmente teria anotado os números das seções com o nome do respectivo evangelista em colunas paralelas opostas às seções correspondentes em Mateus. Atualmente acredita-se que a obra de Amônio tenha se restringido ao que Eusébio de Cesareia (265-340) afirma sobre ela em sua epístola a Carpiano ("Epistula ad Carpianum"): que ele havia posicionado as passagens paralelas dos três últimos evangelhos ao lado do texto de Mateus e as seções tradicionalmente creditadas a Amônio atualmente são atribuídas ao próprio Eusébio, o tradicional autor das tabelas sumarizantes.

## Tabelas eusebianas
A "Harmonia de Amônio" deu a ideia a Eusébio, como ele próprio descreve em sua epístola, de criar dez tabelas ("kanones") nas quais as seções em questão estariam classificadas de forma a mostrar onde cada evangelho correspondia com ou diferia dos outros. Nas primeiras nove tabelas, Eusébio posicionou em colunas paralelas os números das seções comuns aos quatro (ou três ou dois) evangelistas: (1) Mateus, Marcos, Lucas e João; (2) Mateus, Marcos e Lucas; (3) Mateus, Lucas e João; (4) Mateus, Marcos e João; (5) Mateus e Lucas; (6) Mateus e Marcos; (7) Mateus e João; (8) Lucas e Marcos; (9) Lucas e João. Na décima ele anotou as seções únicas de cada evangelista.
| Table #      | Mateus                | Marcos | Lucas | João |
| ------------ | --------------------- | ------ | ----- | ---- |
|              | In Quo Quattor        |        |       |      |
| Cânone I.    | Sim                   | Sim    | Sim   | Sim  |
|              | In Quo Tres           |        |       |      |
| Cânone II.   | Sim                   | Sim    | Sim   |      |
| Cânone III.  | Sim                   |        | Sim   | Sim  |
| Cânone IV.   | Sim                   | Sim    |       | Sim  |
|              | In Quo Duo            |        |       |      |
| Cânone V.    | Sim                   |        | Sim   |      |
| Cânone VI.   | Sim                   | Sim    |       |      |
| Cânone VII.  | Sim                   |        |       | Sim  |
| Cânone VIII. |                       | Sim    | Sim   |      |
| Cânone IX.   |                       |        | Sim   | Sim  |
|              | In Quo Matth. Proprie |        |       |      |
| Cânone X.    | Sim                   |        |       |      |
|              | In Quo Marc. Proprie  |        |       |      |
| Cânone X.    |                       | Sim    |       |      |
|              | In Quo Luc. Proprie   |        |       |      |
| Cânone X.    |                       |        | Sim   |      |
|              | In Quo Ioh. Proprie   |        |       |      |
| Cânone X.    |                       |        |       | Sim  |

A utilidade destas tabelas para referenciar e comparar os evangelhos fez com que elas rapidamente se popularizassem e, a partir do século V, as seções amonianas, com referências aos cânones eusebianos, fossem indicadas na margem de quase a totalidade dos manuscritos. Ao lado de cada seção estava escrito seu número e, abaixo dele, o número de referência na tabela de Eusébio que deveria ser consultada para encontrar textos paralelos; uma referência à décima tabela significaria, portanto, que aquela seção era única daquele evangelista. Estas notas marginais foram reproduzidas nas diversas edições do Novo Testamento Grego de Tischendorf.
A Epistula ad Carpianum, que explicava o sistema, também era geralmente copiada antes das tabelas.

## Iluminuras dos cânones eusebianos
As próprias tabelas eram geralmente posicionadas no começo de cada um dos evangelhos e, em cópias iluminadas, geralmente apareciam molduras arredondadas parecidas com arcadas, um formato geral que permaneceu incrivelmente consistente durante todo o período românico. Este formato era derivado de molduras iluminadas da Antiguidade Tardia, como o que se vê na "Cronografia de 354". Em muitos exemplos, as tabelas eram a única decoração no livro todo, com a possível exceção das letras capitais. As tabelas canônicas, juntamente com os retratos dos evangelistas, são muito importantes para o estudo do desenvolvimento da pintura de manuscritos durante o período inicial da Idade Média, dos quais poucos sobreviveram e mesmo os mais decorados deles tinham menos páginas iluminadas do que os manuscritos mais novos.

## Atribuição
- "Ammonian Sections" na edição de 1913 da Enciclopédia Católica (em inglês).  Em domínio público.